# ダニエレ・ルスティオーニ
- ダニエーレ・ルスティオーニ

ダニエレ・ルスティオーニ（Daniele Rustioni, 1983年4月18日 - ）は、イタリア出身の指揮者。

## 概要
ミラノ出身。8歳の頃からミラノ・スカラ座の少年合唱団に所属。1998年から地元の音楽院で作曲、ピアノ、オルガンを学んだが、合わせてギルベルト・セレンベに指揮法を教わり、キジアーナ音楽院のジャンルイジ・ジェルメッティに指揮の指導も受けた。イタリアでの音楽修行を終えた後、イギリスに留学し、ロンドン王立音楽院で指揮法の研鑽を積んだ。イギリス留学中にはコリン・デイヴィス、クルト・マズア、ジャナンドレア・ノセダの各氏のマスター・クラスを受講し、2007年にはノセダの力添えでトリノ王立歌劇場管弦楽団のコンサートを指揮してデビューを飾った。翌年にはサンクトペテルブルクのミハイロフスキー劇場でピエトロ・マスカーニの《カヴァレリア・ルスティカーナ》の上演を指揮して、オペラ指揮者としての初舞台を踏んでいる。また2008年から2009年までコヴェント・ガーデン王立歌劇場のジェッテ・パーカー・ヤング・アーティスト・プログラムで経験を積み、プログラム終了後は、しばらくアントニオ・パッパーノの助手を務めた。2011年にコヴェント・ガーデン王立歌劇場でジュゼッペ・ヴェルディの《アイーダ》を指揮して頭角を現した。2012年にはジャコモ・プッチーニの《ラ・ボエーム》を指揮してミラノ・スカラ座に初登場し、その翌年には国際オペラ・アワード2013にて最優秀新人賞を受賞。2014年からトスカーナ管弦楽団の首席指揮者を務め、2020年から同管弦楽団の芸術監督。2017年からリヨン国立歌劇場、2019年からアルスター管弦楽団のそれぞれで首席指揮者を兼務している。